# David Hahn (Komponist)
David Hahn (* 1956 in Philadelphia) ist ein US-amerikanischer Komponist, Gitarrist und Lautenist.
Hahn  studierte bis 1978 an der Brown University, bis 1980 bis 1983 am New England Conservatory of Music und an der Guildhall School of Music and Drama in London. 1993 erhielt er einen Doktortitel für Musikgeschichte von der Stanford University. Er trat als Gitarrist, Lautenist und Mandolinsolist mit Ensembles wie dem Boston Symphony Orchestra, dem San Francisco Symphony Orchestra und dem San Francisco Opera Orchestra, dem Seattle Symphony Orchestra und der Boston Musica Viva auf und unterrichtete am New England Conservatory, wo er Mitbegründer des Boston Renaissance Ensemble war. 1995 gründete er mit Musikern des Kroatischen Nationaltheaters in Zagreb das Ensemble ConneXions.
Als Interpret Alter Musik erhielt Hahn den Noah Greenberg Award der American Musicological Society. Außerdem erhielt er Preise des National Endowment for the Arts, der Soros Foundation, des Seattle's Artist Trust und der Jack Straw Foundation.

## Werke
- Deaf, Gun, And Blind für Orchester (2010)
- What Is The Word nach Samuel Beckett für Chor (2010)
- Dying City Remix für Elektronik (2010)
- What The People Want für Elektronik und Gitarre (2010)
- Tautologies für Flöte und Stereo-Playback (2010)
- Journey To Love für Gitarre (2010)
- Virus Cosmos: Introduction nach Andrea von Ramm für zwei Erzähler und acht Lautsprecher (2009)
- Augury für Elektronik (2007)
- Concerto Anatolia für Sologitarre und Orchester (2007)
- Ruinations #2 für Elektronik und Gitarre (2007)
- The Mask Of Sanity für Elektronik und Gitarre (2006)
- this is the garden nach E. E. Cummings für Chor, Klarinette, Fagott, Horn, Viole, Cello und Bass (2006)
- Amerika Ist Nun Erwacht! für Elektronik (2006)
- Kindergarten Word Ring für Lautsprechersystem (2005)
- Talons für elektrische Gitarre und Elektronik (2005)
- Apocalypse Cow für Elektronik (2004)
- Ostraka, Liedzyklus nach antiken griechischen Dichtern für Stimme und Gitarre (2004)
- Ooka Fookoo, Popsong (2004)
- Passionate Isolation für Mandoline und Gitarre (2004)
- W Is For Weasel für Violine und Gitarre (2003)
- Chaconne für Gitarrenquartett (2003)
- Zoological Bagatelles für Mandoline und Gitarre (2003)
- Concerto alla Barocco für Gitarrenquartett und Streicher (2003)
- De omnibus apostolis für Chor (2003)
- Erleuchtet für Elektronik (2002)
- Blaak Acyd für Elektronik (2002)
- Goo Me! für Elektronik (2002)
- Donʼt Fuck Giraffes! für Elektronik (2002)
- Corporate Coitus für Elektronik (2002)
- Be So Sweet für Elektronik (2002)
- The Ants [Die Ameisen], Musical, Text von Andrea von Ramm (1999)
- Skrewtzi, King of the Newtzis, Rock-Musikkomödie (1996)
- Mbira für Perkussionssextett (2000)
- The Frog Galliard[1] für Flöte und Gitarre (2000)
- Aria Anum J für Sopran, Cabasa und Klavier (1999)
- Tirlee! Tirlo!, Weihnachtslied für Chor (1998)
- It Fama Per Urbes [Rumor Traverses the Cities] für Gitarre (1998)
- Four Short Pieces für Gitarre (1997)
- Three Songs from Ariel nach Sylvia Plath für hohe Stimmen (1997)
- Bosna für Sopran, Altsaxophon und elektrische Gitarre (1996)
- Hands für Sopran, Altsaxophon und elektrische Gitarre (1996)
- Blood Will Have Blood nach William Shakespeare für Sopran, Altsaxophon und elektrische Gitarre (1996)
- Newt, Reagan, God für Sprechchor, Gitarre, Bass und Perkussion (1996)
- Turkey, Turkey für flüsternden Chor, Schlagzeug und Klavier (1996)
- Death Within Death für Sopran, Altsaxophon und Klavier (1995)
- Like you thought... für Sopran, Altsaxophon und Klavier (1995)
- Old Dog für Sopran und elektrische Gitarre (1995)
- Dona Nobis Pacem für Sopran und elektrische Gitarre (1995)
- Five Short Pieces (1995) 7ʼ
- Goga Subtiliora für zwei Gitarren, Orgel und Zimbeln (1994)
- ʼTis Of Thee für Altsaxophon und elektrische Gitarre (1994)
- Lullaby für zwei Gitarren (1994)
- E/Gone (In Memoriam Egon Scotland) für zwei Celli und Tonband (1993)
- World Circus News für Altsaxophon, elektrische Gitarre, Akkordeon, Perkussion und Tonband (1993)
- Magnetic Tangents für Elektronik und Gitarre (1993)
- Solitude für Elektronik und Gitarre (1993)
- Star Talk für Elektronik und Gitarre (1993)
- Ants für Elektronik und Gitarre (1993)
- Ambient Trio für Elektronik und Gitarre (1993)
- Start Spreadin' The News für Gitarre, 1993
- Chernobyl für Elektronik und Gitarre (1992)
- Are You Sleeping, Now? für elektrische Gitarren und Stimme (1992)
- Charon Crosses The Styx für Elektronik und Gitarre (1992)